# 푸젠성
푸젠성(중국어: 福建省, 병음: Fújiàn Shěng, 민난어: Hok-kiàn, 민둥어: Hók-gióng) 또는 복건성은 중화인민공화국 남동부의 성이다. 성도는 푸저우시이며, 성 내 최대도시는 샤먼시다. 북쪽으로 저장성, 서쪽으로 장시성, 남쪽으로 광둥성과 접하고 있다. 대만 해협을 사이에 두고 대만과 마주보고 있다.

## 명칭의 유래

### 민(閩)
“민(閩)”의 가장 오래된 기록은 중국 상고시대의 백과전서 《산해경》의 《해내남경(海內南經)10권》에서이다. “민은 바다에 위치하여 그 서북으로는 산이 있고, 민중산은 바다에 있다고 말한다.” 한(漢)대 허신이 지은 자전 《설문해자》에는 “민, 동남월(越), 뱀의 종류” 라고 적혀있다. “민남인은 뱀을 숭상하는 민족이라 정의하고 있다. 증거로 삼을 수 있는 것은 “민(閩)”의 쓰는 것이다. 게다가 고대인은 뱀을 긴 벌레라고 불렀다. 해석을 하자면 “민은 산지에 있어, 많은 종류의 뱀이 있으며, 문(門)아래 충(蟲)을 써 그 특징을 나타낸다.”는 것이다. 그러나 이 해석은 사학계의 증명을 얻어내지 못했다.
“민(閩) 이외에 푸젠 성은 “칠민(七閩)”, “팔민(八閩)”의 다른 이름이 있었으며 현재는 “칠민(七閩)이라 부른다. “칠민(七閩)”에 대한 가장 오래된 기록은 《주례·하관·직방씨(周禮·夏官·职方氏)》에서 발견되는데, “직방씨는 천하를 장악하려는 시도로써 천지를 지배하였고, 나라, 국가, 도시, 고을, 사이(四夷), 팔만(八蠻), 칠민(七閩), 구맥(九貊), 오융(五戎), 육적(六狄)의 인민으로 나누어…….”고 기록되어있다. “칠민”의 최초 의미는 주나라 대 오늘날의 푸젠과 저장 남부에 산재하여 살고 있으며 뱀을 토템으로 하는 민족의 후예 촌락을 가리키는 것이었다. 당나라 때 고공언(賈公彦)이 지은 《주례소(周禮疏)》에서는 “숙웅(叔熊)은 복(濮)에 거주하며 야만족과 같고 자손은 7부류로 나뉘어 예로부터 칠민(七閩)이라 하였다.” 고 기록되어 있다. 후에는 넓게 푸젠을 가리키게 되었다.
팔민(八閩)이라는 것은 원나라 때 행정중서성제(行中書省制)인 복주(福州), 건녕(建寧), 천주(泉州), 흥화(興化), 소무(邵武), 연평(延平), 정주(汀州), 장주(漳州) 등 여덟 개의 부(府)로 인해 생긴 이름이다.

#### 민남(閩南)
민남(閩南)은 푸젠 남부의 구룡강(九龍江), 진강(晋江) 유역의 넓은 구역으로 대만 협해와 남해를 향해 있고, 행정상 장저우(漳州), 취안저우(泉州), 샤먼(厦門)을 포함하며, 경제는 비교적 발달하여 예로부터 민남금삼각(閩南金三角)이라는 명칭이 있었다.
민남지역은 장(漳), 취안(泉)의 이주민족이 주를 이루고, ‘복로(福佬)’, ‘학로(鶴佬)’, ‘하락(河洛)’이라 부르며, 대부분 동남아 화교와 대만인의 본적지이다.

### 푸젠(福建)
구역에 복주(福州, 푸저우), 건녕(建寧, 젠닝)의 두 개 구역이 있어 각 기의 첫 글자를 따서 만든 이름이다. 주(周)이후 두루 변화하여, 청나라 이후 지금까지 푸젠 성이라 불린다.

## 역사

### 민월국
푸젠성 지역은 고대에 백월 사람들이 거주하던 지역이었다. 월인 들은 키가 왜소하고, 얼굴이 짧았으며, 코가 넓고, 눈은 둥글고 컸다. 그들은 강을 끼고 살았고, 배와 뗏목을 모는 데 능숙했다. 또한 머리를 짧게 깎고 문신을 새기는 습관과 풍속이 있었다. 진나라(秦)는 푸젠 성 지역에 군을 설치하였지만 유명무실한 것이었다. 기원 전 202년, 한(漢) 왕조 시기에 유방이 푸젠 지역을 민월국(閩越國)이라 하여 월나라 구천의 후손인 무제(無諸)를 왕으로 봉하였다. 무제는 무이산(武夷山, 우이산)에 성을 건설 하였다. 한 무제 즉위 첫해(기원 전 110년)에 대군을 파견하여 민월국을 멸망시켰다. 지금의 푸저우 지역은 서한 말에 동야(東冶) 현이 설치되었고, 회계 군에 예속되었다. (지금의 저장성 사오싱 지역).

### 육조
삼국시대에 푸젠 성 지역은 오나라에 속해 있었다. 이 시기에 소수의 한족들이 푸젠 지역으로 이주해 오기 시작하였다. 그리하여 푸젠 지역에 건안군이 설치되고, 진안군에 푸젠 역사상 첫 번째 도시와 읍이 출현하였다. 진(晉)과 양(梁) 시대에 젠안 군을 뒤이어 진안, 젠안, 난안(南安)의 세 개의 군이 분설되었다. 한족 이주민은 림(林), 황(黃), 진(陳), 정(鄭), 첨(詹), 구(邱), 하(何), 호(胡) 8개 성씨가 비교적 많았다. 수나라 때 세 개의 군이 모두 폐지되고 천주(泉州)가 설립되었다가 후에 다시 건안군(建安郡)으로 바뀌었다.

### 당송
당나라 개원(開元) 21년(733년)에 복건경략사(福建經略使)가 세워지면서 처음으로 복건 즉 푸젠이라는 명칭이 등장하였다. 오대십국시대에는 처음에 왕(王)씨의 민국(閩國)이 푸젠 성 지역을 통치하였지만, 나중에 남당(南唐)에게 점거당하였고, 구획의 명칭은 몇 번의 변천을 겪었다. 송(宋)왕조는 이 지역에 복건로(福建路)를 세웠고, 여섯 개의 주(복주(福州), 건주(建州), 천주(泉州), 남검주(南劍州), 장주(漳州), 정주(汀洲))와 두 개의 군(소무군(邵武軍), 흥화군(興化軍))을 통괄하였다. 송원(宋元)시대에 천주는 국제적으로 유명한 항만으로 발전하였다. 시내에는 많은 외국인 거주지역이 형성되었으나 대부분 아라비아인들이었다. 이들은 변방에 정착하여 거류하였다. 이 시기에 세워진 이슬람교 사원은 현재까지 계속 보존되고 있다.

### 원
원이 지방 행정 조직으로 행중서성(行中書省)을 설치하면서 복건성이라는 명칭이 처음 등장하게 되었다. 지원(至元) 15년(1278), 복건행중서성(福建行中書省, 복건행성)이 천주에 설치되었고, 강서행중서성(江西行中書省)을 복건행중서성에 편입시켰다. 지원 17년(1280), 강서행성이 용흥부(龍興府)에 설치되면서 분리되었다. 지원 18년(1281), 복건행성이 복주로 이전되었다. 지원 22년(1285), 복건행성이 강서등처행중서성(江西等處行中書省)에 편입되었다. 지원 23년, 복건행성 지역은 다시 강절등처행주서성(江浙等處行中書省)으로 편입되었다.

### 명청
명나라 때 푸젠 성 지역의 행정구획은 로(路)에서 다시 부(府)로 바뀌었다. 송 대의 육주양군(六州兩軍)은 이후에 팔개 로(八個路) 혹은 팔개 부(八個府)로 개칭되기까지의 구획제도였다. (팔민(八閩)의 유래). 명대에는 왜구(일본해적)가 자주 복건 지역에서 소란을 피웠다. 명조정부는 해금(海禁, 해상활동금지령)을 선포하였고, 복건의 정상적인 해상무역은 지장을 받았다. 명말 1645년 7월 19일에 당왕(唐王) 주율건(朱聿鍵)은 복주에서 제위에 올랐고, 연호를 융무(隆武)라 하였다. 1646년 10월 6일에 주율건은 청(淸)군에 의해 포로가 되었고, 이후에 정성공(鄭成功)이 뒤이어 하문(厦門)과 대만(臺灣)을 근거지로 하여 약40년간 청군에 대항하였다.
청대에 복녕부(福寧府)와 룡암주(龍巖州), 영춘주(永春州)를 증설하였다. 강희 22년(1683년)에는 대만부(臺灣府)를 세우고 푸젠 성에 예속시켰다. 뒤이어 많은 수의 한족(漢族)이 푸젠 남부의 장주부(漳州府)와 천주부(泉州府)에서 대만으로 이주하였다. 광서 12년(1886년) 타이완에 단독으로 성이 설립되었다. 청 왕조시기에 푸저우는 유구와 함께 국제무역의 규정 항구였었다.
1842년의 난징조약은 샤먼과 푸저우를 통상항구로 개설하였고, 외국상인들에게 개방하였다. 1902년에 샤먼에서 다시 고랑서 공공조계(鼓浪嶼公共租界)가 개척되었다. 양무운동 중에 좌종당이 복주선정국과 선정학당을 설립하였는데, 그것이 근대 중국해군의 요람이 되었다. 1883년 중화전쟁 기간에 프랑스가 마독강(馬瀆江) 군항을 습격하였다. 1895년의 시모노세키 조약으로 일본은 1945년 제2차 세계대전이 종결될 때까지 푸젠 성 맞은편의 대만을 손에 넣었다. 복건 성은 아직도 근대 서양 선교사가 가장 많고, 또 가장 활발히 활동하는 성(省)이다.

### 청대이후
1933년에 푸저우는 중화공화국의 임시수도였었다. 산이 많은 복건 성은 근대에도 줄곧 철도를 건조하지 못했다. 그런 까닭에 성의 경제발전과 아울러 국내에서의 연결과 유통 등에 많은 지장을 받게 되었다. 1949년 푸젠성은 중화인민공화국의 성으로 선포되었다. 하지만 일부 도서는 중화민국령으로 남았다. 원래 세워진 조항은 중립원칙에 부합하였으나, 처음엔 중화인민공화국의 관점에 의거해 관할하였고, 나중에는 중화민국의 관점에서 재해석되었다.

## 행정 구역
푸젠성은 9개의 지급 행정 구역에, 29개의 시 관할구역, 12개의 현급시, 44개의 현으로 나뉜다.
| 푸젠성의 행정 구역 | 푸젠성의 행정 구역  | 푸젠성의 행정 구역 | 푸젠성의 행정 구역 | 푸젠성의 행정 구역 | 푸젠성의 행정 구역 | 푸젠성의 행정 구역 | 푸젠성의 행정 구역 | 푸젠성의 행정 구역 | 푸젠성의 행정 구역 | 푸젠성의 행정 구역 |
| ------------------ | ------------------- | ------------------ | ------------------ | ------------------ | ------------------ | ------------------ | ------------------ | ------------------ | ------------------ | ------------------ |
|                    |                     |                    |                    |                    |                    |                    |                    |                    |                    |                    |
| №                  | 이름                | 한자               | 병음               | 면적 (Km2)         | 인구 (2010년)      | 시청소재지         |                    |                    |                    |                    |
| 부성급시           |                     |                    |                    |                    |                    |                    |                    |                    |                    |                    |
| 2                  | 샤먼시 (하문시)     | 厦门市             | Xiàmén Shì         | 1699.39            | 3,531,347          | 쓰밍구             |                    |                    |                    |                    |
| 지급시             |                     |                    |                    |                    |                    |                    |                    |                    |                    |                    |
| 1                  | 푸저우시 (복주시)   | 福州市             | Fúzhōu Shì         | 12155.46           | 7,115,370          | 구러우구           |                    |                    |                    |                    |
| 3                  | 룽옌시 (용암시)     | 龙岩市             | Lóngyán Shì        | 19028.26           | 2,559,545          | 신뤄구             |                    |                    |                    |                    |
| 4                  | 난핑시 (남평시)     | 南平市             | Nánpíng Shì        | 26280.54           | 2,645,549          | 젠양구             |                    |                    |                    |                    |
| 5                  | 닝더시 (영덕시)     | 宁德市             | Níngdé Shì         | 13452.38           | 2,821,996          | 자오청구           |                    |                    |                    |                    |
| 6                  | 푸톈시 (포전시)     | 莆田市             | Pútián Shì         | 4119.02            | 2,778,508          | 청샹구             |                    |                    |                    |                    |
| 7                  | 취안저우시 (천주시) | 泉州市             | Quánzhōu Shì       | 11245.00           | 8,128,530          | 펑쩌구             |                    |                    |                    |                    |
| 8                  | 싼밍시 (삼명시)     | 三明市             | Sānmíng Shì        | 22928.79           | 2,503,388          | 메이례구           |                    |                    |                    |                    |
| 9                  | 장저우시 (장주시)   | 漳州市             | Zhāngzhōu Shì      | 12873.33           | 4,809,983          | 샹청구             |                    |                    |                    |                    |

푸저우시 롄장현의 일부 도서는 중화민국령이고, 취안저우시 진먼현 전 지역은 법적으로 규정된 행정구역일 뿐 실존하지 않으며 이 또한 중화민국령이다.

## 지리

### 지형
푸젠은 중국의 동남부에 위치하고 있다. 지형은 산이 많아 “80%가 산이고 10%가 물이고 나머지 10%가 밭이다(八山一水一分田, 팔산일수일분전)”라는 말이 있을 정도다. 그래서 예전에는 도시를 오갈 때 주로 수로를 이용해서 다녔다고 한다. 푸젠 성의 지형은 서북이 높고, 동남이 낮다. 성내에는 민서(閩西)와 민중(閩中)이 양대 산맥을 이루고 있다. 최고봉이 2158미터인 황강산(黃崗山)은 우이산 시(武夷山市) 서북부에 위치하고 있다. 민강(閩江), 진강(晋江), 구룡강(九龍江) 하류에는 충적물이 장주평야(漳洲平原), 복주평야(福州平原), 천주평야(泉州平原), 흥화평야(興化平原)와 함께 4대 평야를 이루고 있다.

### 기후
아열대 기후에 속하며 습한 계절풍이 분다. 연간 평균 기온은 17-21 °C이고, 연해 지역은 일년 내내 10 °C를 웃돈다. 겨울은 따뜻하며, 1월의 연해 평균 기온은 7-10 °C이다. 여름은 몹시 더우며 태풍이 많다. 연간 강수량은 1,400-2,000 밀리미터이며 봄과 여름이 가을과 겨울보다 높다. 연간 일조량은 1,700-2,300 시간이며 무상 기간은 내륙 지방이 260-300일이고, 연해 지방은 300-360일이다. 도서 지방은 일년 내내 서리와 눈이 내리지 않으며 7월부터 9월 사이에 많은 태풍이 분다.

### 토양
토지 면적은 12.38제곱킬로미터이다. 농업 경지는 123.47헥타르이며 주로 연해 평야와 연해 유역, 산간 골짜기와 낮은 구릉지 제전 등지에 많이 집중되어 있다. 홍토와 황토는 성안의 주요한 토양의 종류이다. 라테라이트와 라테라이트화된 홍토도 널리 분포되어 있다.

### 하류
주요 하류로는 민강(閩江), 진강(晋江), 구룡강(九龍江)이 있다. 강우량이 풍부해 모든 성의 하천은 연간 1,168억 입방미터이다. (민강의 수량은 황하(黃河)를 뛰어넘는다.) 대부분의 하류의 낙차는 크며 물살은 급하다. 이론적으로 가능한 수력 발전량은 1046만 킬로와트이나 실제적으로 설치된 기계의 용량은 705.36 킬로와트이다. 연해 평균 이용할 수 있는 조수의 면적은 약 3,000 평방킬로미터이다. 개발 이용에 공급되는 조석의 매장량은 1,000만 킬로와트 이상이다.

### 해양
푸젠성의 동남면은 타이완 해협을 마주하고 있다. (동중국해와 남중국해 사이의 평균 길이 180킬로미터) 해안선은 곡절이 심하고 많은 해만과 섬들이 있다. (예: 해단도(海壇島)와 남일도(南日島)) 해안선의 직선 길이는 535km이지만 그 길이를 곡선으로 나타내면 약 3,324km에 이를만큼 굴곡이 심하다. 그리고 이 길이는 중국 전체 해안선중 약 18.3%에 이른다. 곡선의 해안선은 또한 많은 수의 해만을 형성하고 있는데 복녕만(福寧灣), 삼사만(三沙灣), 라원만(羅源灣), 동산만(東山灣), 삼도오(三都澳), 하문만(厦門灣) 등이 그 대표적인 것이다. 연해의 도서는 총 1404개가 있고 그 총면적은 1200평방km이상이 된다.

### 삼림 식생
푸젠의 삼림 비율은 62.9%(2004년 기준)이며 전국에서 가장 넓다. 임지 면적은 617.9만 헥타르이며 이것은 전국의 6대 삼림 지구 중 하나이다. 삼명구각씨고(三明口格氏栲) 보호 구역, 건구만목림(建甌萬木林) 보호 구역, 무이산(武夷山) 국가 자연 보호 구역 등 이미 자연 보호 구역으로 정해진 곳도 있다. 푸젠 성 삼림 지구는 중서부 아열대 사철 활엽 삼림 지구와 동북 아열대 계절풍 우림 지구로 나뉜다.

## 환경

### 식물
푸젠성 전체의 식물종류는 5000여 종 이상에 달한다. 그중 제재용으로 쓰이는 종은 400여 종이다. 주요 수목의 종류로는 용나무, 소나무, 삼나무, 장목나무, 녹나무, 유칼립투스, 홍수, 죽순대 등이 있다. 초산(草山), 목초지에는 주로 벼목 화본과의 개밀(鹅冠草), 구아초(狗牙草)가 있으며 콩과의 싸리나무, 계안초(鸡眼草) 사초과의 매자기(荆三棱), 진주사(珍珠莎) 부추꽃(干菁) 등이 있다. 곰팡이 종류도 400여 종이나 되며 식용곰팡이와 약용곰팡이로는 흰목이 버섯, 목이버섯, 버섯, 복령, 천마밀환균등이 있다.

### 동물
야생동물의 종류는 여러 가지이며 곤충도 5000종 이상이다. 국가보호 희귀동물로 지정한 동물로는 화남호(华南虎), 미후(獼猴), 대령묘(大靈猫), 사령묘(小靈猫), 수염두꺼비(髭蟾) 등이 있고 과학연구의 가치를 가지고 있는 활유어(文昌鱼)도 있다.

### 광물
지금까지 발견된 광물은 123종이다. 이미 확인된 매장량은 45종이며 대, 중, 소형의 광상은 413개이다. 중석, 주형사(铸型用砂), 유리석영사(玻璃石英砂), 엽납석(叶蜡石), 고령토, 형석, 명반석, 전와점토(砖瓦沾土), 화공석회암(化工石灰岩), 목니혼합료(木泥混合料), 응고토사(混凝土用砂), 아전수경(压电水晶), 보석, 화강석 등 14종의 광산물은 전국의 5위안에 든다. 지열지대는 100여 곳이 있으며 특히 푸저우시의 지하온천자원은 굉장히 풍부하다.

### 해산품
푸젠성 근해어장의 면적은13.6만 평방미터이다. 해수양식업을 하기에 적당한 천해간석지는20여만 헥타르이다. 크고 작은 항구들이 125개가 있고 비교적 큰 항구는 22개이다. 건설할 수 있는 5-10만 톤급의 배들이 정박할 수 있는 수심이 깊은 항구도 6개나 된다.

### 과일
과일은 용안, 여지, 바나나, 파인애플, 감귤, 비파 등이 제일 유명하다.

## 특산물
영정(永定) 담뱃잎은 품질이 좋기로 유명하다. 찻잎은 무이암차, 안계 철관음(우롱차), 푸저우 재스민차가 유명하다. 말린 죽순, 표고버섯, 흰 목이버섯, 버섯, 아스파라거스, 연밥(蓮子), 약재(藥材) 등은 경제가치가 비교적 높은 특산물이다. 장저우는 수선화, 팔보인주(八宝印泥), 편자황(片仔癀) 등이 많아 꽃과 과일의 고향이라고도 불린다.

## 경제
1980년대 이전에 푸젠성은 해방 전선에 있는 관계로, 경제 발전 속도는 굉장히 완만한 형태를 보였다. 하지만 1980년대 이후 개혁개방 정책을 집행하면서 외국 자본을 합리적으로 이용하게 되었다. 이는 먼저 기술과 설비 쪽으로 들어가 발전을 일으키면서, 연이어 샤먼(厦門) 경제 특구, 마웨이(马尾) 경제 기술 개발 구역, 옌하이(沿海) 개방 지구, 타이상(台商) 투자 지구 건립에 이르게 되었다.
경제발전 속도가 빠르게 진행되면서 두 번째로, 중국 동남연해의 성들은 비교적 발달한 성들로 변화하기 시작했다. 샤먼, 푸저우, 취안저우 등의 민동남 지역은 경제가 비교적 발달한 지역들이다. 농촌 기업은 점차 발전했고, 농촌의 대외 지향형 기업도 발전 속도가 붙기 시작했다. 소형 공업을 위주로 하여 종류를 완비하여, 푸저우, 샤먼, 취안저우, 장저우 등을 중국의 공업 지구로 형성했다. 간단한 일에서 전자, 식품, 수산가공업까지를 연해 공업의 골간으로 삼았고, 원자재, 방직, 삼공, 화공을 내륙 철도 연선 공업 배치 구조의 골간으로 삼았다.
상용차 제조업체 킹롱과 골든드래곤의 본사가 샤먼시에 있으며, 전기자동차용 충전지 제조업체인 CATL의 본사가 닝더시에 있다.

### 농업
푸젠은 산은 많고, 경작할 수 있는 땅은 부족하다. 쌀은 중요한 농작물이다. 모든 성은 17개의 곡물생산기지이다. 논 면적은 경지면적의 81%를 차지한다. 민북, 민서북의 논은 대부분 겨울 밭의 형태에 알맞아, 벼의 이모작과 일모작의 늦벼를 재배하기에 적절하다. 민동남대 면적의 논은 일 년에 두 번 익거나, 혹은 일 년에 세 번 익는 벼와 밀의 농사법으로 하고 있다. 푸젠성은 중국의 발전된 열대 지역이고, 아열대 경제 작물의 중요한 기지 중 하나이다. 사탕수수 단위 생산량과 설탕 함유량은 전국에 균등하게 있다.
2005년 푸젠성의 GDP는 6,487억 원이었고, 순위로는 11위를 차지했다. 도시 인구 1인당 수입은 10,816원이고, 순위로는 6위를 차지했다. ( 앞에는 상하이, 베이징, 저장, 광둥, 톈진이 차지했다.) 농촌 인구 1인당 수입은 3,724원이고, 순위로는 7위를 차지했다. (앞에는 상하이, 베이징, 저장, 톈진, 장쑤, 광둥이 차지했다.) 2003년 샤먼의 1인당 GDP는 659개의 중국 도시 중 8위를 차지했고, 푸젠은 21위를 차지했다. (30개 성도성시 중 4위를 차지했다.)

## 교통
- 응하철도 (전체길이 693킬로미터), 외복선 (전체길이 186킬로미터), 횡남성(전체길이 470킬로미터)는 성내의 철도 중 중요한 간선이다. 현재 온복철도, 복하철도, 하심객운전선 등을 포함하여 연해철도선이 건설되고 있다.
- 연해의 고속도로로는 원저우, 푸저우, 톈저우, 샤먼, 장저우, 산터우, 그 밖의 장용고속 등이 서로 이어지고 있다. 경복고속푸젠은 이미 푸저우에서 난징에 이르기까지 건설됐다.

도로는 39,100킬로미터 개통되었고, 전국성은 국도 간선 5개를 가지고 있고, 성도 간선 29개를 가지고 있다.
내수는 3,888킬로미터 개통되었고, 연해 항구부두정박장은 416개가 있다. 매년 물동량 1만톤 이상의 항구가 54개 있고, 8개 국가와 지역에 6개 이상의 항구가 개통되었다.
- 푸저우, 샤먼, 무이산 3개의 공항은 베이징, 상하이, 홍콩, 마닐라, 싱가포르 등 31개 국내외에 이르는 항로의 길을 열었다.

## 인구
푸젠의 인구는 비교적 조밀한 편이다. 하지만, 불균형적으로 분포되어 있는데, 연해평원지역에는 인구가 많고, 내륙 산지에는 인구가 적다. 한족은 대부분 없으며 서족, 후이족, 몽골족, 만주족, 고산족, 먀오족, 좡족, 야오족, 징족, 둥족 등 31개의 소수민족이 살고 있다. 그 중 사족이 중요한데 북쪽 산지에 비교적 집중되어 있고, 전국 사족 인구의 60%를 차지하고 있다. 다음으로는 회족이 있다. 고산족은 대륙에 있는 성 중에서 가장 많이 차지한다. 푸젠은 해외에 사는 매우 많은 화교를 배출했으며 특히 푸젠 출신 화교는 동남아시아에 많이 살고 있다. 싱가포르의 대부분 화인의 본적은 푸저우이다. 복청, 장악 등 지역 사람들은 미국, 영국에 대량으로 밀입국하여 불법적 이민자로 살고 있다.

## 종교
불교, 마조, 개신교, 천주교, 이슬람교, 도교, 마니교 등 7가지이다.

### 불교
일찍이 푸젠은 서진 무제 태강 3년(282년)에 소인사가 있었다. 당대 이래로 푸젠은 고승이 배출되던 곳이었다. 푸젠 성 전 지역 안에는 비구니 암자 사원이 2,000여 곳이 있으며 승려는 약 7,000명 정도다. 가장 유명한 승려는 안시현(安溪縣)의 고승이며 이 고승은 나중에 신명의 청수 창시자로 봉해졌다.

### 개신교
개신교는 1842년 푸젠으로 전파됐다. 미국 귀정회는 샤먼에 신가당을 설립했고 이는 중국 제일의 교회로 불리게 되었다. 40개의 가까운 현과 시에는 300곳의 교회가 생겼다. 유명한 교회로는 포전당(莆田堂), 복주화항당(福州花巷堂), 천안당(天安堂), 중주당(中州堂), 창하당(苍霞堂), 포전당(鋪前堂), 복청복화당(福淸福華堂), 서대당(西大堂), 하문삼일당(厦門三一堂), 죽수당(竹樹堂), 천주천남당(泉州泉南堂) 등이 있다. 정식으로 등록한 교회 안에서 예배하는 신자는 68만 명 정도이다. 그 중 푸저우시 신자만 20만 명이 넘는다. 푸톈시, 취안저우시와 푸저우에 속하는 푸칭시의 신자는 약 10만 정도이다.

### 천주교
천주교는 16세기 말에 푸젠으로 전파되어 청나라 광서 9년(1883년)에 푸저우, 샤먼에 두개의 교구가 생겼다. 20여 곳의 시와 현에서 천주교 교회는 정상적인 종교 활동을 했다. 그 중에서도 푸저우시의 판촨포주교좌당(泛船浦主敎座堂)과 장러의 청관천주교당(成關天主堂)이 제일 유명하다. 푸젠 성의 천주교신자들은 푸저우와 닝더 두 도시에 집중적으로 분포되어 있다. 1994년 푸저우시 천주교 교인의 수는 20만 명을 돌파했다. 장러시에 8만 명, 푸저우시구, 푸칭시와 핑탄현(平潭縣)에 약3-4만 명이 있다.

### 도교
푸젠 도교사찰과 직업도사는 당대에 생겨났다. 남송시기에 발달해 청나라 건륭연간에 쇠약해졌으나 도사의 수는 여전히 많았다. 도사가 신봉하는 신명은 여러 가지이다. 푸저우의 일대 임수부인과 민남(閩南)지역의 개장성왕 ,청산왕, 보성대제, 법주공이 유명하다.

### 마조숭배
마조숭배는 북송시기 푸젠의 연해에서 생겨났다. 지구상에 마조숭배 신자들은 1억 명 정도이다. 화남연해지방과 복건(福建), 황동(黃東)일대에 주로 분포되어 있으며 대만과 동남아에까지 이른다. 복건 성 포전(莆田)의 미주도(湄州島)는 마조성지이다. 매년 각지의 많은 신자들이 와서 참배를 드린다.

### 이슬람교
푸젠의 무슬림은 주로 취안저우, 샤먼, 푸저우, 샤오우 등 4개의 도시와 주변일대의 현에 분포되어 있다. 이 4개의 도시에는 각각 청진사(이슬람사원)가 1곳씩 있다. 취안저우의 영산에는 이슬람무덤이 있다.

### 마니교
당대에는 마니교 법사가 푸저우, 취안저우 등지에서 활동을 했으며 농촌에 신자가 비교적 많았다. <광명과 흑암의 투쟁>이란 이론으로 농민봉기에 적지 않은 영향을 끼쳤다. 이로 인해 역대 통치자들로부터의 미움을 사 “사교” 혹은 “이단”으로 불리며 진압을 당하게 되었다. 취안저우 부근에 보존되어 있는 마니광불석조와 이와 관련된 석각은 전국을 통틀어 3개 밖에 없다.

### 종교대학
- 민난 불교대학교
- 푸젠 신학대학교

## 문화

### 역사문화도시
푸저우(福州), 취안저우(泉州), 장저우(漳州), 창팅(長汀)

### 방언
산봉우리로 격리되어, 복주의 문화, 특히 방언이 매우 다양하다. 사람들은 10리가 떨어진 지역의 말을 알아들을 수 없다. 그 중 민남어가 가장 많이 쓰이고 있으며 그 다음은 민동어이다. 다른 방언을 쓰는 사람이 온다면 보통어를 통해야 비로소 의사소통이 가능하다.
- 민동어(閩東語), 민남어(閩南語), 객가어(客家語), 민북어(閩北語), 민중어(閩中語), 포선어(莆仙語), 민서북감어(閩西北贛語), 객가인(서남부), 土樓

### 지방극 (地方戲曲)
- 민극, 복주(閩劇,福州)
- 향극, 장주(薌劇,漳州): 대만과 복건 남부 향강(薌江) 일대에서 유행하는 지방극
- 리원희, 천주(梨園戱,泉州): 복건 남부에 옛부터 전하여 온 지방극
- 고갑희, 천주(高甲戱,泉州): 복건 진강전구·용계전구의 일부 지역 및 하문시에서 유행
- 포선희, 포전(莆仙戱,莆田) 복건 포전 현·선유 현 지역의 지방극
- 목우희(木偶戱): 인형극, 꼭두각시 놀음
- 괴뢰희(傀儡戱)
- 포대희(布袋戱)
- 한희(漢戱) 등 24개 극종.

### 푸젠의 음식
유명한 음식으로 불도장이 있다.

### 푸젠의 차
푸젠 차의 종류로는 민남 안계(安溪)의 철관음이 가장 유명하다.

## 여행
- 무이산(武夷山): 1999년에 유네스코 세계문화 자연유산으로 지정되었다.
- 하문고랑서(廈門鼓浪嶼)
- 하포양가계(霞浦楊家溪)
- 고라사탄 (高羅沙灘)
- 배계풍경구 (杯溪風景區)